# DONUT

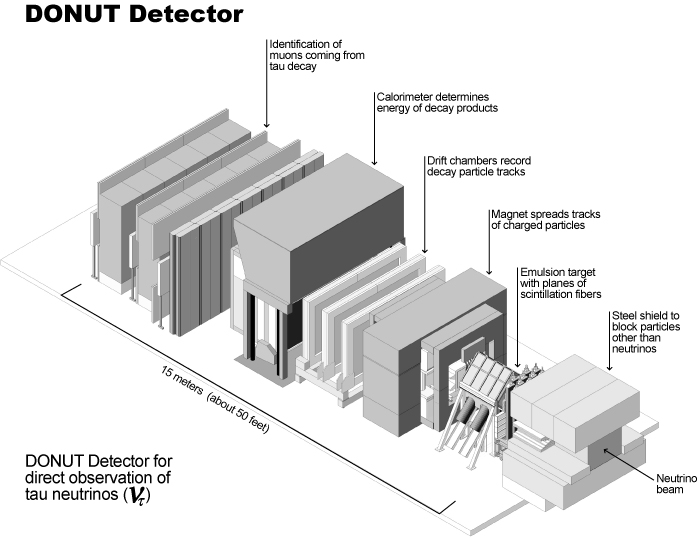

DONUT (Direct Observation of the NU Tau, E872 – Observação Direta do NeUtrino do Tau) foi um experimento científico realizado no Fermilab dedicado à busca de interações do neutrino do tau. Apesar do detector ter operado durante apenas poucos meses no verão de 1997, ele foi amplamente bem sucedido, pois seus resultados comprovaram a existência do neutrino procurado. Seus resultados foram divulgados em julho de 2000.
O neutrino do tau era o último lépton que faltava ser descoberta no modelo padrão. Agora a única partícula fundamental do modelo não descoberta é o bóson de Higgs. Os dados do experimento também foram úteis para estabelecer um limite superior para o momento magnético do neutrino do tau e na sua medida de seção de choque.

## O experimento
No DONUT, prótons acelerados pelo Tevatron foram utilizados na produção de neutrinos do tau através do decaimento de mésons charm. Após a eliminação de todas quanto possível partículas indesejadas no pano de fundo por um sistema de ímãs e matéria condensada (principalmente aço e concreto), a radiação passou por diversas camadas de detectores de partículas. Em raros casos um dos neutrinos interagiram com o detector, produzindo partículas eletricamente carregadas que deixavam traços visíveis no detector e puderam ser registrados eletronicamente por um sistema de cintiladores e câmaras multifios.
Utilizando as informações, possíveis interações entre neutrinos foram identificadas e selecionadas para análise posterior. Pelas camadas dos detectores os traços de interações entre os neutrinos eram fotografadas como minúsculos buracos petros. Ao se unir os buracos de uma camada com os das camadas subsequentes o caminho que cada partícula tomou pôde ser reconstituído e as interações com os neutrinos identificadas. A característica específica do neutrino do tau desejada era que um dos caminhos demonstrassem um decaimento em poucos milímetros de uma partícula tau.

## Resultados
Em julho de 2000, os colaborados do DONUT anunciaram a primeira observação de interações do neutrino do tau. Apesar destes resultados terem sido baseados em apenas quatro eventos, o sinal foi muito além do previsto inicialmente (< 0,2 eventos) e por isto foi considerado válido. Seu significado se assenta no fato que o neutrino do tau foi durante muito tempo a única partícula do modelo padrão que ainda não havia sido observada diretamente, exceto pelo bóson de Higgs.
Além dos resultados obtidos, o DONUT também contribui para a validação de novas tecnologias de alta energia na detecção de neutrinos, notadamente nos experimentos para oscilação de neutrinos.